# Ситард-Гелен
Ситард-Гелен (хол. Sittard-Geleen) је град Холандије, у покрајини Лимбург. Према процени из 2008. у граду је живело 95.675 становника.

## Становништво
Према процени, у граду је 2008. живело 98.404 становника.
| 1980.  | 1990.  | 2000.  | 2008.  |
| ------ | ------ | ------ | ------ |
| 87.540 | 93.100 | 98.404 | 95.675 |